# Lliga hondurenya de futbol
La lliga hondurenya de futbol, oficialment Liga Nacional de Fútbol Profesional de Honduras, és la màxima competició d'Hondures de futbol. És la continuació de la Lliga amateur hondurenya de futbol.

## Història

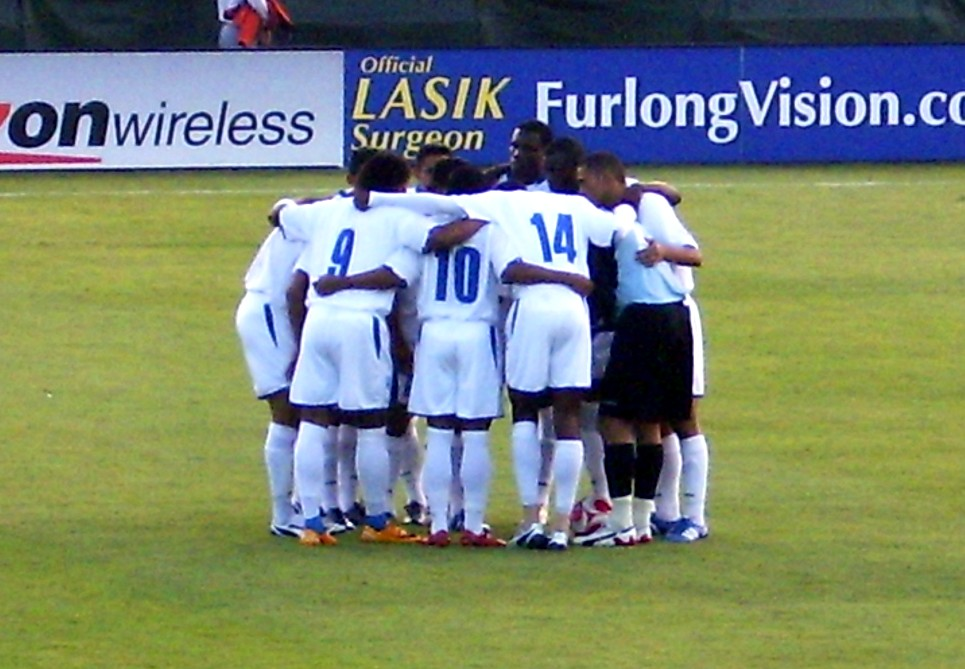
Partit de la lliga hondurenya.

Als anys 30 el futbol experimentà un gran creixement a Hondures. El 1936 es creà la Dirección de Cultura Física y Deportes. No fou però fins al 1948, amb el naixement de la Liga Mayor de Fútbol Francisco Morazán, que un futbol més professionalitzat començà a prendre forma.
Olimpia, Federal, Motagua, Argentina i Real España foren els pioners de la Liga Mayor. El campionat s'inicià l'esmentat 1948 a l'estadi Tiburcio Carías Andino, que acabava d'inaugurar-se. Tres anys més tard, el 1951, es creà la Federación Deportiva Extra Escolar de Honduras (F.N.D.E.H.) que es feu càrrec del campionat.
Una dècada més tard, sota l'impuls de Féderico Fortín Aguilar, un dels promotors de la CONCACAF, i Hémerito F. Hernández sorgí la idea de crear la primera Lliga Nacional de Futbol. Els anys 1962 i 1963 la idea anà prenent força, i amb l'ajut d'Alejandro Talbott, que estudiava a Mèxic, es copià el format futbolístic d'aquell país i el 1964 nasqué la Liga Nacional No Aficionado de Fútbol de Honduras (LINAFUTH), encarregada d'organitzar la nova competició.
El 18 de juliol de 1965 es disputà la primera jornada del nou campionat hondureny. Actualment el format s'ha modificat adoptant el sistema habitual a la resta del continent amb dos competicions anuals, la d'Obertura i la de Clausura.

## Equips participants temporada 2008-09
| - Deportes Savio (Santa Rosa de Copán) - Hispano FC (Comayagua) - CD Marathón (San Pedro Sula) - CD Motagua (Tegucigalpa) - CD Olimpia (Tegucigalpa) - CD Platense (Puerto Cortes) - RCD España (San Pedro Sula) - Real Juventud (Santa Bárbara) - CD Victoria (La Ceiba) - CDS Vida (La Ceiba) |  | Percentatge de títols guanyats. Olimpia (40%) Motagua (21%) Real España (17%) Marathón (12%) Platense (4%) Vida (4%) Victoria (2%) |

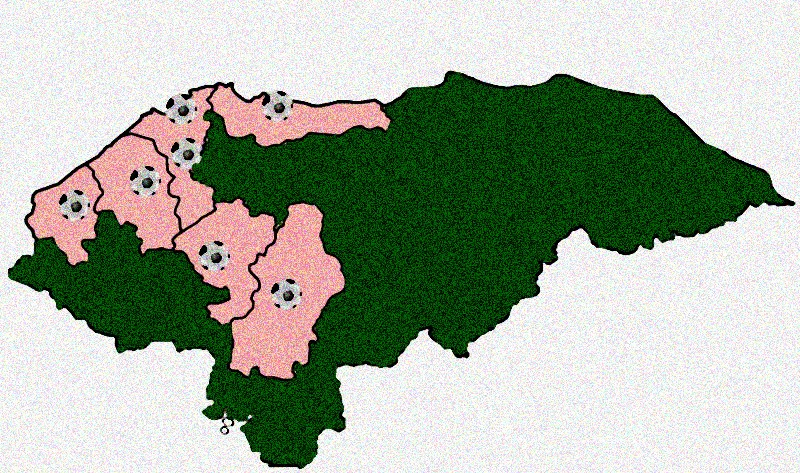
Distribució geogràfica dels clubs.

## Historial
Font:
Lliga amateur
Lliga professional
- 1965-66:  Platense (1)
- 1966-67:  Olimpia (1)
- 1967-68:  Olimpia (2)
- 1968-69:  Motagua (1)
- 1969-70:  Olimpia (3)
- 1970-71:  Motagua (2)
- 1971-72:  Olimpia (4)
- 1972-73: Campionat abandonat
- 1973-74:  Motagua (3)
- 1974-75:  España (1)
- 1975-76:  España (2)
- 1976-77:  España (3)
- 1977-78:  Olimpia (5)
- 1978-79:  Motagua (4)
- 1979-80:  Marathón (1)
- 1980-81:  Real España (4)
- 1981-82:  Vida (1)
- 1982-83:  Olimpia (6)
- 1983-84:  Vida (2)
- 1984-85:  Olimpia (7)
- 1985-86:  Marathón (2)
- 1986-87:  Olimpia (8)
- 1987-88:  Olimpia (9)
- 1988-89:  Real España (5)
- 1989-90:  Olimpia (10)
- 1990-91:  Real España (6)
- 1991-92:  Motagua (5)
- 1992-93:  Olimpia (11)
- 1993-94:  Real España (7)
- 1994-95:  Victoria (1)
- 1995-96:  Olimpia (12)
- 1996-97:  Olimpia (13)
- 1997-98 A:  Motagua (6)
- 1997-98 C:  Motagua (7)
- 1998-99:  Olimpia (14)
- 1999-00 A:  Motagua (8)
- 1999-00 C:  Motagua (9)
- 2000-01 A:  Olimpia (15)
- 2000-01 C:  Platense (2)
- 2001-02 A:  Motagua (10)
- 2001-02 C:  Marathón (3)
- 2002-03 A:  Olimpia (16)
- 2002-03 C:  Marathón (4)
- 2003-04 A:  Real España (8)
- 2003-04 C:  Olimpia (17)
- 2004-05 A:  Marathón (5)
- 2004-05 C:  Olimpia (18)
- 2005-06 A:  Olimpia (19)
- 2005-06 C:  Olimpia (20)
- 2006-07 A:  Motagua (11)
- 2006-07 C:  Real España (9)
- 2007-08 A:  Marathón (6)
- 2007-08 C:  Olimpia (21)
- 2008-09 A:  Marathón (7)
- 2008-09 C:  Olimpia (22)
- 2009-10 A:  Marathón (8)
- 2009-10 C:  Olimpia (23)
- 2010-11 A:  Real España (10)
- 2010-11 C:  Motagua (12)
- 2011-12 A:  Olimpia (24)
- 2011-12 C:  Olimpia (25)
- 2012-13 A:  Olimpia (26)
- 2012-13 C:  Olimpia (27)
- 2013-14 A:  Real España (11)
- 2013-14 C:  Olimpia (28)
- 2014-15 A:  Motagua (13)
- 2014-15 C:  Olimpia (29)
- 2015-16 A:  Honduras Progreso (1)
- 2015-16 C:  Olimpia (30)
- 2016-17 A:  Motagua (14)
- 2016-17 C:  Motagua (15)
- 2017-18 A:  Real España (12)
- 2017-18 C:  Marathón (9)
- 2018-19 A:  Motagua (16)
- 2018-19 C:  Motagua (17)
- 2019-20 A:  Olimpia (31)
- 2019-20 C: Campionat cancel·lat
- 2020-21 A:  Olimpia (32)
- 2020-21 C:  Olimpia (33)
- 2021-22 A:  Olimpia (34)
- 2021-22 C:  Motagua (18)
- 2022-23 A:  Olimpia (35)
- 2022-23 C:  Olimpia (36)